# Alpine Ski-Juniorenweltmeisterschaften 2012
Die 31. Alpinen Ski-Juniorenweltmeisterschaften fanden vom 1. bis 9. März 2012 in Roccaraso in den Abruzzen in Italien statt. Die Disziplinen Abfahrt und Super-G wurden auf der „Pista Direttissima“ am Monte Pratello, die Riesenslaloms auf der „Pista Lupo“ in Aremogna und die Slaloms auf der „Gran Pista“ in Pizzalto ausgetragen. Erstmals bei Juniorenweltmeisterschaften stand auch ein Mannschaftswettbewerb auf dem Programm.

## Männer

### Abfahrt
| Platz | Land | Sportler            | Zeit (min) |
| ----- | ---- | ------------------- | ---------- |
| 1     | USA  | Ryan Cochran-Siegle | 1:11,99    |
| 2     | SUI  | Ralph Weber         | 1:12,08    |
| 3     | SUI  | Nils Mani           | 1:12,48    |
| 4     | FRA  | Mathieu Faivre      | 1:12,57    |
| 5     | GER  | Manuel Schmid       | 1:12,80    |
| 6     | ITA  | Stefano Baruffaldi  | 1:12,85    |

Datum: 2. März, 9:00 Uhr

Strecke: Pista Direttissima, Monte Pratello

Starthöhe: 2030 m, Zielhöhe: 1474 m

Höhenunterschied: 556 m, Streckenlänge: 1765 m

Tore: 30, Richtungsänderungen: 30

### Super-G
| Platz | Land | Sportler                | Zeit (min) |
| ----- | ---- | ----------------------- | ---------- |
| 1     | SUI  | Ralph Weber             | 1:02,73    |
| 2     | SUI  | Nils Mani               | 1:02,93    |
| 3     | AUT  | Johannes Strolz         | 1:03,30    |
| 4     | NOR  | Aleksander Aamodt Kilde | 1:03,48    |
| 5     | SUI  | Gino Caviezel           | 1:03,62    |
| 6     | NOR  | Henrik Kristoffersen    | 1:03,64    |

Datum: 3. März, 9:00 Uhr

Strecke: Pista Direttissima, Monte Pratello

Starthöhe: 1936 m, Zielhöhe: 1474 m

Höhenunterschied: 462 m, Streckenlänge: 1565 m

Tore: 31, Richtungsänderungen: 30

### Riesenslalom
| Platz | Land | Sportler             | Zeit (min) |
| ----- | ---- | -------------------- | ---------- |
| 1     | NOR  | Henrik Kristoffersen | 2:39,50    |
| 2     | GER  | Thomas Dreßen        | 2:40,25    |
| 3     | SLO  | Žan Kranjec          | 2:40,35    |
| 4     | FRA  | Mathieu Faivre       | 2:40,36    |
| 5     | GER  | Alexander Schmid     | 2:40,61    |
| 6     | AUT  | Niklas Köck          | 2:40,68    |

Datum: 7. März, 8:00 Uhr / 12:00 Uhr

Strecke: Pista Lupo, Aremogna

Starthöhe: 1926 m, Zielhöhe: 1575 m

Höhenunterschied: 351 m

1. Durchgang: Tore: 50, Richtungsänderungen: 49

2. Durchgang: Tore: 53, Richtungsänderungen: 50

### Slalom
| Platz | Land | Sportler             | Zeit (min) |
| ----- | ---- | -------------------- | ---------- |
| 1     | FIN  | Santeri Paloniemi    | 1:38,44    |
| 2     | NOR  | Henrik Kristoffersen | 1:39,70    |
| 3     | SUI  | Reto Schmidiger      | 1:39,93    |
| 4     | CAN  | Trevor Philp         | 1:40,11    |
| 5     | SLO  | Žan Kranjec          | 1:40,17    |
| 6     | USA  | Robert Cone          | 1:40,18    |

Datum: 9. März, Startzeit: 8:00 Uhr / 11:30 Uhr

Strecke: Gran Pista, Pizzalto

Starthöhe: 1670 m, Zielhöhe: 1480 m

Höhenunterschied: 190 m

1. Durchgang: Tore: 60, Richtungsänderungen: 57

2. Durchgang: Tore: 56, Richtungsänderungen: 54

### Kombination
| Platz | Land | Sportler             | Punkte |
| ----- | ---- | -------------------- | ------ |
| 1     | USA  | Ryan Cochran-Siegle  | 31,49  |
| 2     | NOR  | Henrik Kristoffersen | 44,21  |
| 3     | SLO  | Žan Kranjec          | 60,62  |
| 4     | GER  | Thomas Dreßen        | 72,47  |
| 5     | ITA  | Stefano Baruffaldi   | 77,56  |
| 6     | USA  | Bryce Bennett        | 95,30  |

Die Kombination bestand aus der Addition der Ergebnisse aus Abfahrt, Riesenslalom und Slalom.

## Frauen

### Abfahrt
Wegen anhaltenden Nebels zunächst vom ursprünglichen Termin 8. März um einen Tag verschoben und schließlich ersatzlos gestrichen.

### Super-G
| Platz | Land | Sportlerin          | Zeit (min) |
| ----- | ---- | ------------------- | ---------- |
| 1     | NOR  | Annie Winquist      | 1:06,99    |
| 2     | SUI  | Joana Hählen        | 1:07,02    |
| 3     | NOR  | Ragnhild Mowinckel  | 1:07,03    |
| 4     | SUI  | Corinne Suter       | 1:07,04    |
| 5     | AUT  | Rosina Schneeberger | 1:07,05    |
| 6     | USA  | Abby Ghent          | 1:07,49    |

Datum: 6. März, 9:30 Uhr

Strecke: Pista Direttissima, Monte Pratello

Starthöhe: 1936 m, Zielhöhe: 1474 m

Höhenunterschied: 462 m, Streckenlänge: 1565 m

Tore: 34, Richtungsänderungen: 31

### Riesenslalom
| Platz | Land | Sportlerin               | Zeit (min) |
| ----- | ---- | ------------------------ | ---------- |
| 1     | NOR  | Ragnhild Mowinckel       | 2:40,02    |
| 2     | SWE  | Sara Hector              | 2:40,28    |
| 3     | FRA  | Adeline Baud             | 2:40,80    |
| 4     | NOR  | Kristine Gjelsten Haugen | 2:40,81    |
| 5     | GER  | Simona Hösl              | 2:40,87    |
| 6     | AUT  | Lisa-Maria Zeller        | 2:40,97    |

Datum: 2. März, 8:15 Uhr / 3. März, 8:00 Uhr

Strecke: Pista Lupo, Aremogna

Starthöhe: 1926 m, Zielhöhe: 1575 m

Höhenunterschied: 351 m

1. Durchgang: Tore: 55, Richtungsänderungen: 52

2. Durchgang: Tore: 51, Richtungsänderungen: 48

### Slalom
| Platz | Land | Sportlerin          | Zeit (min) |
| ----- | ---- | ------------------- | ---------- |
| 1     | AUT  | Stephanie Brunner   | 1:41,19    |
| 2     | SWE  | Paulina Grassl      | 1:42,31    |
| 3     | SVK  | Petra Vlhová        | 1:42,69    |
| 4     | NOR  | Ragnhild Mowinckel  | 1:43,02    |
| 5     | CZE  | Kateřina Pauláthová | 1:43,13    |
| 6     | SWE  | Sara Hector         | 1:43,40    |

Datum: 1. März, 8:00 Uhr/10:30 Uhr

Strecke: Gran Pista, Pizzalto

Starthöhe: 1680 m, Zielhöhe: 1490 m

Höhenunterschied: 190 m

1. Durchgang: Tore: 57, Richtungsänderungen: 56

2. Durchgang: Tore: 58, Richtungsänderungen: 56

### Kombination
| Platz | Land | Sportlerin          | Punkte |
| ----- | ---- | ------------------- | ------ |
| 1     | NOR  | Ragnhild Mowinckel  | 11,66  |
| 2     | NOR  | Annie Winquist      | 31,00  |
| 3     | SUI  | Corinne Suter       | 31,03  |
| 4     | FRA  | Adeline Baud        | 33,49  |
| 5     | SVK  | Petra Vlhová        | 61,22  |
| 6     | RUS  | Jelena Jakowischina | 61,51  |

Die Kombination bestand aus der Addition der Ergebnisse aus Super-G (anstelle der abgesagten Abfahrt), Riesenslalom und Slalom.

## Mannschaftswettbewerb
| Platz | Land | Sportler                                                                           |
| ----- | ---- | ---------------------------------------------------------------------------------- |
| 1     | SLO  | Ula Hafner Žan Kranjec Ana Bucik Mišel Žerak                                       |
| 2     | ITA  | Karoline Pichler Giordano Ronci Nicole Agnelli Alex Zingerle                       |
| 3     | SUI  | Jasmina Suter Luca Aerni Andrea Ellenberger Bernhard Niederberger                  |
| 4     | AUT  | Ricarda Haaser Manuel Feller Lisa-Maria Zeller Michael Matt                        |
| 5     | FRA  | Adeline Baud Jonas Fabre Jennifer Piot Roy Piccard                                 |
| 5     | GER  | Andrea Filser Philipp Gassner Simona Hösl Stefan Luitz                             |
| 5     | CAN  | Tianda Carroll Trevor Philp Mikaela Tommy Morgan Megarry                           |
| 5     | NOR  | Ragnhild Mowinckel Henrik Kristoffersen Kristine Gjelsten Haugen Ola Buer Johansen |

Datum: 5. März

Strecke: Gran Pista
Pizzalto

## Medaillenspiegel
| Platz | Land               | Gold | Silber | Bronze | Gesamt |
| ----- | ------------------ | ---- | ------ | ------ | ------ |
| 1     | Norwegen           | 4    | 3      | 1      | 8      |
| 2     | Vereinigte Staaten | 2    | –      | –      | 2      |
| 3     | Schweiz            | 1    | 3      | 4      | 8      |
| 4     | Slowenien          | 1    | –      | 2      | 3      |
| 5     | Österreich         | 1    | –      | 1      | 2      |
| 6     | Finnland           | 1    | –      | –      | 1      |
| 7     | Schweden           | –    | 2      | –      | 2      |
| 8     | Deutschland        | –    | 1      | –      | 1      |
| 8     | Italien            | –    | 1      | –      | 1      |
| 10    | Frankreich         | –    | –      | 1      | 1      |
| 10    | Slowakei           | –    | –      | 1      | 1      |